# Doftpassionsblomma
Doftpassionsblomma (Passiflora alata) är en art i passionsblomssläktet inom familjen passionsblommeväxter från Brasilien. Den odlas kommersiellt för sina frukter.
Arten är en mångformig, storväxt lian och liknar mycket barbadin. Stammarna är fyrkantiga med vingade lister. Blad ovala till avlånga, 10–15 cm långa och 1–10 cm vida. Blommorna är 7–15 cm i diameter, röda med en iögonfallande bikrona randad i violett och vitt, doftande. Frukten är oval till päronformad, gul till klart orange, 8–15 cm långa och 5–10 cm i diameter. Vikten ligger på mellan 90 och 300 g. Fruktköttet är syrligt och mycket aromatiskt. Hybrider med barbadin är vanliga.

## Odling
Lättodlad, men storväxt och kanske inte lämplig som rumsväxt. Blir mycket vacker i ett uterum. Föredrar en neutral eller något sur jord. Övervintras vid 10-15°C, men klarar tillfälligt 0°C. Kräver god tillgång till vatten och näring.